# Гангстер
Гангстер (или още бандит) е криминален престъпник, който е член на някаква престъпна или нелегална организация и по някакъв начин е свързан с организираната престъпност.
Обикновено под гангстер се разбира член на престъпна организация като мафията (известна още като „Коза ностра“ (Cosa Nostra). Занимават се нелегални дейности като наркотрафик и рекет. Обикновено имат някакъв бизнес, който да служи за лице и прикритие на престъпни дейности.
Много често членове на мафията са се опитвали да подкупват и манипулират политически избори или съдилища. Прибягват до поръчкови убийства и нелегална търговия. Водят гангстерски войни, само ако някой е продавал на тяхна територия или е убил техен подчинен.
Сред най-известните гангстери е Ал Капоне.